# Chapa (Silleda)
Chapa (oficialmente San Cibrao de Chapa) es una parroquia española del municipio pontevedrés de Silleda, en la comunidad autónoma de Galicia.

## Historia
Hacia mediados del siglo XIX, la parroquia tenía contabilizada una población de 120 habitantes. Aparece descrita en el séptimo volumen del Diccionario geográfico-estadístico-histórico de España y sus posesiones de Ultramar de Pascual Madoz con las siguientes palabras:

CHAPA (San Ciprian de): felig. cap. del ayunt. de su nombre en la prov. de Pontevedra (8 leg.), part. jud. de Lalin (2), dióc. de Lugo (10): sit. á la izq. del r. Toja sobre la carretera de Orense á Santiago, con buena ventilación, y clima sano. Tiene unas 24 casas en las ald. de Cornada, Chapa, Jocin y Penido; y escuela de primeras letras frecuentada por indeterminado número de niños, que pagan al maestro cierta retribucion. La igl, parr. dedicada á San Ciprian es aneja de la de San Salvador de Escuadro; con la cual confina el térm., y con la de San Tirso de Manduas. El terreno participa de monte y llano, es arcilloso y bastante fértil: en la parte inculta hay arbolado, arbustos y pastos; la destinada á labor se riega con las aguas del indicado r., habiendo tambien manantiales para surtido de los vecinos. Ademas de la espresada carretera que atraviesa por enmedio de la felig., existen otros caminos locales y en mal estado: el correo se recibe tanto de las prov. de Castilla como del interior de Galicia en la estafeta ó carteria que hay en Chapa, desde la cual se distribuye para los pueblos comarcanos. prod.: trigo, centeno, maiz, legumbres, hortaliza, vino y frutas: hay algun ganado vacuno, mular, de cerda, lanar y cabrio; y caza y pesca de varias clases. ind.: la agricultura, molinos harineros y fáb. de teja comun. pobl.: 24 vec., 120 alm. contr.: con las demas felig. que componen el ayunt. (V.)
(Madoz, 1847, p. 307)

En la actualidad, pertenece al municipio de Silleda. En 2022, tenía empadronados 121 habitantes.